# Parque Estadual do Guartelá
O Parque Estadual do Guartelá é uma unidade de conservação brasileira, situada no município de Tibagi, na região dos Campos Gerais, na porção centro-leste do estado do Paraná. Foi criado em 27 de março de 1992 por decreto estadual e possui 798,97 hectares de área.

## História
A região do atual Parque foi inicialmente ocupada por grupos indígenas das etnias tupi-guarani e, posteriormente, por índios caingangues. Já em outros momentos recebeu jesuítas, bandeirantes, desbravadores e colonos que contribuíram para antropizar a área e estabelecer a pecuária e a agricultura. Antes da criação da unidade de conservação a área recebeu visitas desordenadas e pressão de caça e pesca predatória, impactando áreas de interesse arqueológico, histórico-cultural e ecológico.
A partir da iniciativa de se criar uma área de proteção na região do referido cânion, foi criado o Parque Estadual inicialmente através do Decreto Estadual nº 1229 de 27 de março de 1992, com área de 4.389,8865 hectares. Já com o Decreto Estadual nº 2329 de 24 de setembro de 1996, a área do Parque foi reduzida para a 798,9748 hectares.

## Características
O Parque Estadual do Guartelá, está localizado no canyon Guartelá, na Área de Proteção Ambiental da Escarpa Devoniana, e é considerado o 6.º maior cânion do mundo em extensão, além de ser o único com vegetação nativa. O Parque está localizado no Bairro Guartelá de Cima, a cerca de 19 km da cidade de Tibagi e 40 km da cidade de Castro. Tibagi está a cerca de 200 km de Curitiba e está na Região Geográfica Imediata de Telêmaco Borba.
A unidade tem como objetivo proteger a biodiversidade regional, preservando as espécies de fauna e flora, buscando erradicações de espécies exóticas e invasoras, controlar erosões, conservar os mananciais de águas e os demais recursos ambientais, além de realizar atividades educacionais, recreativas, científicas, com parcerias com voluntários, escolas, universidades e outros institutos de pesquisa.
São muitos os atrativos naturais presentes no decorrer do parque. É possível contemplar exemplares de patrimônios espeleológico, devido a importante ocorrência de cavernas. Além do mais, o parque tem também cachoeiras, pinturas rupestres e um ecossistema típico da região. O cânion é cortado pelo rio Iapó, que deságua no rio Tibagi, portanto, está integrado a bacia hidrográfica do rio Tibagi.

## Vegetação e fauna
A maior parte da vegetação presente na unidade de conservação é composta por campos, remanescentes de cerrado e florestas com araucárias. Os campos formam a vegetação predominante no Parque, intercalando-se com manchas de vegetação arbórea com afloramentos rochosos e ocasionais arvoretas de aspecto retorcido. Os campos limpos ocorrem nos topos das encostas e os campos úmidos desenvolvem-se onde há acumulo de água, próximo a córregos. Onde se acumula água, areia e matéria orgânica desenvolvem-se liquens e uma diversidade de bromélias.
Entre as espécies arbóreas pode ser encontrado desde exemplares endêmicos a raros como, por exemplo, Annona coriacea (araticum-do-campo, marolo), Duguetia furfuracea (imbireira), Acosmium subelegans (amendoim-falso), Croton floribundus (capixingui), Machaerium aculeatum (jacarandá-bico-de-pato), Guatteria australis (cortiça), Annona cacans (cortição, araticum-cagão), Ilex paraguariensis (erva-mate), Syagrus romanzoffiana (jerivá), Jacaranda puberula (caroba), Tabebuia alba (ipê-amarelo), Copaifera langsdorffii (copaíba), Caryocar brasiliense (pequi), Austroplenckia populnea (marmeleiro-de-campo, mangabarana), Erythroxylum campestre (fruta-de-pomba), Byrsonima intermedia (muricizeiro), Campomanesia sp. (guabiroba).
Em relação a fauna que ocorre dentro da unidade, há algumas espécies ameaçadas de extinção, como tamanduá-bandeira (Myrmecophaga tridactyla), bugio (Alouata fusca), lobo-guará (Chrysocyon brachyurus), irara (Eira barbara), jaguatirica (Felis pardalis), gato-maracajá (Felis tigrinus), lontra (Lontra longicaudis), urubu-rei (Sarcoramphus papa), gavião-pombo-grande (Leucopternis polionota), papagaio-verdadeiro (Amazona aestiva), papagaio-de-peito-roxo (Amazona vinacea), dentre outras.

## Atrações
- Cânion Guartelá;[7]
- Cachoeira da Ponte de Pedra;[11]
- Arroio Pedregulho;[7]
- Mirante do Cânion;[7]
- Rio Iapó;
- Trilhas;[7]
- Gruta da Pedra Ume;[12][13]
- Lapa Floriano;[14]
- Lapa Ponciano;[14]
- Pinturas Rupestres;[7]
- Panelões do Sumidouro;[7]

## Cachoeira da ponte de pedra
A cachoeira da Ponte de Pedra é uma queda d'água no arroio Pedregulho, localizada dentro do parque estadual do Guartelá. A cachoeira possui aproximadamente 200 metros de altura e é um dos grandes atrativos locais. A formação natural remete a de uma ponte cortando a cachoeira e sob a qual corre a água.

## Visitação
O acesso pode ser realizado pela rodovia PR-340, na altura do quilômetro 42. O Parque funciona de quarta a domingo e feriados nacionais das 9h às 18 horas e não é cobrado taxa de entrada. Na entrada do parque há um Centro de Visitantes, onde o visitante é cadastrado e recebe algumas informações sobre a unidade. Neste espaço há ainda materiais educativos, informativos, recursos audiovisuais, estacionamento para veículos, sanitários e água potável.
Para a visita nas pinturas rupestres é necessário a disponibilidade de um condutor local (guia), contratado em uma operadora de turismo na cidade de Tibagi. A trilha básica tem um percurso de aproximadamente 5 mil metros de extensão e dá acesso ao Mirante do Canyon, à cachoeira Ponte de Pedra e aos panelões do Arroio Pedregulho, onde o local é permitido para banho.
A trilha das pinturas rupestres possui um percurso aproximado de 7,5 mil metros, sendo possível observar no sítio arqueológico as pinturas rupestres com cerca de 7 mil anos. Para a preservação local, ficou determinado que no percurso haja limite de público diário, bem como limite máximo de pessoas por grupos, sempre com guia de turismo credenciado. É estabelecido também horários pré-fixados para a visitação.